# (35902) 1999 JM88
1999 JM88 (asteroide 35902) é um asteroide da cintura principal. Possui uma excentricidade de 0.09057020 e uma inclinação de 8.02128º.
Este asteroide foi descoberto no dia 12 de maio de 1999 por LINEAR em Socorro.